# 智能设计
智能設計論（英語：intelligent design，簡稱智設論、ID）是對神的存在的宗教性逻辑论证。儘管支持者認為智能設計論是一個「關於生命起源的科學理論」，但其已遭主流科學界視為偽科學。理論支持者宣稱：「與像自然選擇般無方向性進程相比，『某種超自然的智能設計了宇宙和生物的某些特徵』此一解釋明顯較佳。」教育工作者、哲學家和科學界已證明智能设计論是創造論的一種形式、缺乏經驗證據支持，並且其假設沒一樣是能證驗或是正確的。
支持者認為，智能设计論挑戰現代科學固有的方法论自然主义（methodological naturalism），但同時承認他們尚未提出任何具備科学性的理论。智能设计論的主要支持者與一個政治保守的美國智庫——发现研究所有關。儘管他們認為智能设计不是創造論的一種，並有意地避免將設計者人格化，但許多支持者表示他們相信設計者就是基督教的神。
智能設計論提出了兩個反對演化的主要論據：不可化約的複雜性和特殊複雜性，認為生物的某些特徵過於複雜，因此不可能是自然進程的结果。智能設計借用了試图證明神存在的目的论论证，來作為反對演化的正面論據：其以人造物品來類比自然系統，並由此推論生物的複雜特徵是設計者悉心設計的證據。

## 理論概要
智能設計是相對演化論的一種假設。智能設計論的倡導者認為，“在自然系統中，有一些現象用無序的自然力量無法充分解釋，以及一些特徵必須歸結於智能的設計。”
智能設計支持者尋找的是他們所聲稱的“智能痕跡”證據－物體所具有的、必須來自設計的物理特征。常被引用的論據包括：不可化約的複雜性、訊息機制和特殊複雜性。智能設計支持者認為，如果生物系統具備一個以上這類特征，他們便推論這些特征來自設計。這個觀點與主流生物學相反，生物研究依靠實驗和可理解的數據采集，以突變和自然選擇來解釋生物體的變化過程。智能設計支持者認為，儘管智能設計所指向證據的産生過程不可觀測，但它對自然界的影響是可檢測的。

### 思想來源
過去的幾千年，哲學家們在思辯大自然的複雜性是否意味着存在超自然的設計者或創造者。第一起有記錄的關於自然設計者的討論來自古希臘哲學。哲學概念中的“道”（Logos）由早於亞里士多德的哲學家赫拉克利特（公元前535－公元前475年）在現存的零散文件中表露過。柏拉圖（公元前427－公元前347年）在其晚期哲學著作中闡述了具有至高智慧和能力的自然造物主概念。亞里士多德（公元前384－公元前322年）在其著作《形而上學》前言中也發表了宇宙的創造者思想。
關於超自然設計者的推理常用來證明神的存在。有關討論的一個著名形式是由十三世紀神學家托馬斯·阿奎納所闡述。1802年威廉·佩利出版的著作《自然神學》裏使用了鐘錶匠類比，但也被用於智能設計假說。在19世紀，這些思辯産生了自然神學，即通過研究生物學來探索神的旨意。這一運動促使了搜集生物化石和標本的熱潮，從而導致了達爾文的《物種起源》的産生。
智能設計在二十世紀被看成是試圖改變科學基礎、顛覆演化論的現代神學變形。隨着演化論被用於解釋越來越多的現象，智能設計假說的論據也在變化，但是其根本觀點没變：複雜的系統必須有一個設計者。

### 詞源
“智能設計”一詞最早出現在1847年的《科學美國人》一期中，雖然與現在的用法没有關聯；植物學家喬治·詹姆斯·歐曼在1873年不列顛先進科學協會年會上的演講中説道：
在任何一個無可争辯的事實上，都不存在固有的假設，能够解釋原生物的起源，或就其奇妙的結構來看，斷定演化成為可能—就遺傳和適應性而言，無法知道這些結構是進化的原因或結果。究其所以然，我們在尋找環繞着我們的可感知力量上白白耗費精力，直到我們最終把這些歸給一個獨立意志，深入來看就是智能設計。
該詞又出現在1903年斐迪南·坎寧·斯科特·希勒1903年出版的Humanism一書：“不可能將智能設計在進化過程中的指導作用完全排除。”一個衍生詞出現在1967年麥克米蘭哲學百科全書（the Macmillan Encyclopedia of Philosophy）的文章《上帝存在的神學抗辯》中：“簡介地說：世界存在着目的論意義上的秩序（設計，適應性）。因此，世界是由智能體設計的。”弗雷德·霍伊爾爵士在1980年代的泛種論中也使用了“智能設計”一詞。

## 運動
智能設計運動是在基督教智囊團體發現研究院（Discovery Institute）的指導下，有組織的新創造論活動，目的是推動宗教日程，呼籲在美國的公共領域進行廣泛的社會、學術和政治變革。這個運動的總體目標是，“擊敗以進化論為代表的唯物主義世界觀”，令科學與基督教和神學信仰相對立。
菲力普·约翰遜是智能設計運動之父，他説這個運動的目標是，把創造論鑄造成科學概念。智能設計的所有重要支持者都是發現研究院和旗下的科學與文化中心的成員。幾乎所有的智能設計概念和相關運動都是發現研究院，它指導這個運動和運用鍥入策略，並且主導相關的教導爭議行動。
智能設計的主要支持者對這個假說本身的說明都彼此衝突。面對一般大眾，他們說智能設計不是宗教，同時又聲稱其理論基礎來自聖經。當面向保守的基督徒支持者時，為了取得支持，研究院的人又將自己定位為福音派傾向的基督徒：
除了關注有影響的公眾輿論製造者，我們也尋求在普通民眾（或者説基督徒）中建立大眾支持層面。我們通過研討會的形式來做。我們希望支持這些信仰的新科學證據能夠鼓勵和裝備信徒，同時再更廣泛的文化層面中普及。
一個密切關注該運動的專家芭芭拉·佛蕊絲特對此描述為，這是發現研究院在政策層所做的淡化處理。她寫道，這個運動“背離了咄咄逼人地系統化推進智能設計創造論及其世界觀的日程。”

### 宗教及主要支持者
智能設計的立論小心地使用世俗的詞彙，并刻意避免指出設計者的身份。菲力普·约翰遜聲明，在論點中精心避免高調的神學術語、用世俗的語言播下模糊的伏筆是必須的首要步驟，最終重新引入基督教概念的上帝為設計者，是其目的。约翰遜强調“第一件要做的事就是把《聖經》從討論中排除”，“我們把唯物主義的偏見從科學事實中分離後，才是可以討論《聖經》問題的時機。”约翰遜特別呼籲智能設計假說的支持者克制宗教動機，以免智能設計假說被看作“另一種包裝的福音派信息。”多數重要的智能設計支持者是基督徒，并且聲明生命的設計者就是上帝。
對于智能設計是否有宗教根源，倡導者之間主張上的衝突其實是策略層面。例如，威廉·德姆斯基（William Dembski）認為“上帝”或者“外星生命力量”是設計者的兩個可能選項。然而在他的另一本書《智能設計論：科學和神學之間的橋樑》（Intelligent Design: the Bridge Between Science and Theology）中，他說“在任何科學理論中，基督是不可或缺的，即便實踐者對此不知曉。科學理論的實際用途，可以在不追溯至基督的情形下達到。但是理論概念的合理性必最終歸于基督。”德姆斯基同時說：“智能設計論是上帝的一般啟示……”、“智能設計論不僅使我們免于壓制人類精神的唯物主義意識形態的捆綁，而且就我個人經驗，是使人歸向基督的道路。”
智能設計的主要倡導者引用《聖經·约翰福音》的經文作為該理論的基礎。芭芭拉·佛蕊絲特争辯道，這種聲明恰恰說明了實際情形是，設計論倡導者把該理論本質上當做宗教信仰，而非科學概念與其個人宗教信仰相符。

## 争議
智能設計運動的一個重要策略是，說服公眾：在科學家中存在生命是否演化的辯論；從而進一步游說公眾、政治家和文化領袖，學校應該“教導這個争議”。然而，在科學界並沒有這樣的爭論；科學界的共識是生命是演化的。廣為接受的看法是，智能設計假說只是其支持者的一個掩護，實質的運動是針對這些人說的所謂科學的唯物主義基礎沒有給上帝留下任何可能性。
智能設計論争議的中心有三個問題：
1. 智能設計論是否可以定義為科學
2. 提出的證據是否支持這個理論
3. 在公共教育系統的科學課堂中傳授這個理論是否合適並且合法

自然科學使用科學方法建立基於觀察的經驗主義知識（有時稱為經驗主義科學）。智能設計支持者試圖改變這個定義，以其領導者所宣稱的有神論現實主義（批評者稱之為“超自然主義方法論”，即相信超自然的神祇）來替代科學中的自然主義方法論。智能設計假說支持者認為，自然主義無法解釋某些現象，而超自然的解釋簡單并且直觀地解釋宇宙和生命的起源。該理論支持者說，智能設計假說的證據以不可化約的複雜性和特殊複雜性的形式存在，而這些特性均不可被自然法則所解釋。
該理論支持者也從固守宗教中立原則上要求在學校同時教授演化論和智能設計論，聲稱僅僅教演化論是對創造論信仰的歧視。教授兩種理論，容忍宗教信仰的可能性，不會讓政府真的提倡這種信仰。許多智能設計假說支持者認為，科學主義本身就是一種宗教信仰—在公衆生活中提倡世俗主義和唯物主義而侵蝕有神論(主要是侵蝕到反科學的一神論，多神論沒有一神論那樣極端的教義也沒有那樣嚴重的教條主義所以比較能接受科學觀點)，他們提倡智能設計的行動可以看成是在教育和公共生活中讓宗教的中心單位回歸。某些人認為這個大辯論的言外之意已經超出智能設計假說本身，也有人把智能設計假說看作是其首要鼓動者在社會中擴大其宗教觀點影響的手段。
但批評者對於智能設計没有表達為可信的科學事物，僅僅是試圖在公立學校裏教導宗教思想，而這恰恰為美國憲法第一修正案的立案條款所禁止。智能設計實際尋求的是公眾支持，而非科學研究。況且，如果從字面理解該假說支持者所謂的“所有理論教授同等時間”，公立學校系統或許不存在各理論的邏輯數目限制，因為智能設計假說的惡搞版本“飞行面条怪”也是“理論”。對於複雜性的超自然解釋有數個互不兼容的版本。確實如智能設計假說帶頭人Michael Behe所說，“不能用實驗來證明智能設計論。”
雖然演化論並不試圖解釋生命是如何從非生物體產生的（即“非生物起源”），智能設計假說帶頭人並不可因此推論説，這一過程背後有智能的設計者起了作用，因為没有證據顯示超自然事件的發生。關於智能設計者（無論是一個神或者外太空生物力量）在地球上創造生命的推論，與外星人幫助古埃及人建立金字塔的先驗論相仿。這兩個理論中，外界智能的影響均不可重復、觀察或證偽，從而破壞了對觀察對象的最簡解釋原則。從嚴格的經驗主義立場來看，只能列舉對埃及建築的已知考證，承認對埃及人到底如何建築金字塔仍屬未知。
對智能設計假說的批評不僅僅局限于科學界，一些宗教組織和個人從神學或道德立場發出反對意見。許多宗教界人士不贊同教授非科學或有疑問的理論，轉而支持與科學理論不衝突的有神的演化論。例如，天主教樞機克里斯托弗·勳博恩的看法是，“自然界具有目的性和設計”，然而對於“科學理論範圍内的演化論”不難理解。目前，天主教已於達爾文誕生200周年紀念與達爾文和解。
有些科學界成員認為智能設計不是站得住腳的科學理論，只是一種偽科學。美國國家科學院認為智能設計和其他“超自然力量對生命起源的干預學說”不是科學，因為它們無法用實驗檢驗，沒有可否證性，並且自身無法產生預測和新的推論。
在奇茲米勒對多佛學區案中，美國聯邦法院判決，根據美國憲法第一修正案，“在公立學校的科學課程裏，把智能設計論作為像演化論一樣可選擇的理論”這一訴求違憲。法官John E. Jones III指智能設計不是科學，實質上是宗教。

### 正面意見
- 回顾智设论十馀年来的成就 （页面存档备份，存于）
- 雷爾運動：無神論者的智慧設計 （页面存档备份，存于）

### 反面意見
- 方舟子：“智能设计论”不过是一具行走的僵尸 （页面存档备份，存于）
- 達爾文進化論與智能設計論之爭專題 （页面存档备份，存于）
- 方舟子：布什总统发动「起源大战」 （页面存档备份，存于）
- 美判「智能设计论」违宪禁上课堂 进化论首胜 （页面存档备份，存于）
- 美國諾獎得主集體反擊智能設計論 支持進化論 （页面存档备份，存于）
- "Without a godlike designer no designerlike God" （页面存档备份，存于） by Jan Michl, 2006.